# NGC 4306
NGC 4306 (również PGC 40032 lub UGC 7433) – galaktyka soczewkowata (SB0), znajdująca się w gwiazdozbiorze Panny. Odkrył ją Heinrich Louis d’Arrest 16 kwietnia 1865 roku. Należy do Gromady w Pannie.